# Ficinia dunensis
Ficinia dunensis är en halvgräsart som beskrevs av Margaret Rutherford Bryan Levyns. Ficinia dunensis ingår i släktet Ficinia och familjen halvgräs. Inga underarter finns listade i Catalogue of Life.